# Anomiopus laetus
Anomiopus laetus är en skalbaggsart som beskrevs av Waterhouse 1891. Anomiopus laetus ingår i släktet Anomiopus och familjen bladhorningar. Inga underarter finns listade i Catalogue of Life.